# اراده‌گرایی (فلسفه)
اراده‌گرایی به هر سیستم متافیزیکی یا روان‌شناختی گفته می‌شود که به اراده (لاتین: voluntas) نقشی غالب‌تر نسبت به عقل داده می‌شود. به‌عبارت دیگر اراده‌گرایی معادل است با: «آموزه ای که اراده، عامل اساسی است، هم در جهان و هم در رفتار انسان». این توضیحات در زمینه‌های متافیزیک، روانشناسی، فلسفه سیاسی و الهیات از دیدگاه‌های مختلف از دوره‌های مختلف فرهنگی استفاده شده‌اند.
اصطلاح اراده‌گرایی توسط فردیناند تونیسی در ادبیات فلسفه مطرح شد و به ویژه توسط ویلهلم ووندت و فردریش پائولسن مورد استفاده قرار گرفت.